# Valkeavesijärvi (Jukkasjärvi socken, Lappland, 753393-177653)
Valkeavesijärvi är en sjö i Kiruna kommun i Lappland och ingår i Torneälvens huvudavrinningsområde.